# Sapromyza novempunctata
Sapromyza novempunctata är en tvåvingeart som beskrevs av Gimmerthal 1847. Sapromyza novempunctata ingår i släktet Sapromyza och familjen lövflugor. Inga underarter finns listade i Catalogue of Life.